# Reia
Reia est un langage de programmation concurrent orienté objet pour la machine virtuelle Beam.
Reia supporte différents paradigmes dont : la programmation impérative la programmation orientée objet, la programmation fonctionnelle, la programmation déclarative et la programmation concurrente.
Ce langage utilise le modèle d'acteur pour la concurrence, de manière à fonctionner avec son système d'objets.
Son typage est dynamique, et gère la mémoire de manière automatique (via un ramasse-miettes).
Ce langage est proche, par différents aspects, de l'Erlang, du Ruby et du Python.
Le 5 juillet 2012 est annoncé que le langage n'évoluera plus : ses utilisateurs sont encouragés à migrer vers le langage Elixir.